# Herenakkoord (cabaretgroep)
Herenakkoord  is een Nederlandse cabaretgroep. In 1983 richtten Aart & Ton (Aart Terpstra en Ton Schuringa), samen met Mark de Graaff (piano) en Ad Huysmans (dwarsfluit), de cabaretgroep 4/4 MAAT op. Deze deed in 1984 mee aan het Leids Cabaret Festival en veroverde daar een plaats in de finale. In 1987 vond een personeelswisseling plaats: Mark de Graaff eruit, Peer Engels, Karel Glastra van Loon en Michiel Pam (piano) erin. Daarop werd de groep omgedoopt in Herenakkoord. Deze deed in 1989 mee aan het Camerettenfestival en drong weer door tot de finale. Herenakkoord toerde tussen 1989 en 1994 de Nederlandse cabarettheaters met twee avondvullende programma´s, Schijnzwanger en Menens. Daarna trad de groep nog slechts incidenteel op. Herenakkoord was een echt groepscabaret, maar de gebruikelijke taakverdeling luidde: Aart & Ton voor de liedjes (tekst en muziek), Peer voor de meeste andere teksten, Karel tekende voor het engagement en Michiel voor de piano-arrangementen. Tussen 1998 en 2003 werkten Aart & Ton, Peer en Karel aan diverse televisie- en videoproducties. Terwijl de laatste twee geleidelijk afdreven richting proza hervonden Aart & Ton hun liefde voor het plezierdichten. Herenakkoord werd met het overlijden van Karel Glastra van Loon in 2005 officieel ontbonden. In januari 2010 verscheen van Aart & Ton het studioalbum 't Is feest met daarop onder meer een aantal hoogtepunten uit het Herenakkoord-repertoire.

## Programma's
- De maat is vol! (1983 - als 4/4 MAAT)
- De brandende brug (1984 - als 4/4 MAAT)
- Knoeiboel (1988)
- Schijnzwanger (1989)
- Op het tweede gezicht (1992)
- Menens (1993)

## Prijzen
- Finaleplaats Leids Cabaret Festival (1984 - als 4/4 MAAT)
- Finaleplaats Cameretten festival (1989)